# Serge Dalens
Serge Dalens, nom de plume d'Yves Marie Paul Raoul (comte) de Verdilhac, né le 3 octobre 1910 à Albertville en Savoie et mort le 9 janvier 1998 à Saint-Cloud, est un écrivain et magistrat français.
Magistrat de profession, il est surtout connu pour ses nombreux romans, pour la plupart destinés à la jeunesse, et pour son rôle de directeur de la collection « Signe de piste » (1954). 
L'auteur a également utilisé le pseudonyme collectif de Mik Fondal, avec Jean-Louis Foncine (Pierre Lamoureux) et, plus confidentiellement, celui de François Thervay. Serge Dalens comme Jean-Louis Foncine ont décidé d'être inhumés au petit cimetière de Malans (Haute-Saône) où leurs sépultures sont régulièrement honorées par les scouts en visite dans le Pays Perdu.

## Biographie
Fils du général Joseph de Verdilhac qui est officier de l'Armée française sous la Troisième République puis sous le régime de Vichy, il connaît un grand nombre de déménagements. Il découvre le scoutisme peu après la Première Guerre mondiale, alors que son père est en garnison à Mayence. Il est scolarisé au lycée français de la ville, proche de la citadelle de Mayence. Il ne quittera plus le mouvement scout. En 1925, il arrive à Montpellier, passe son baccalauréat à seize ans et obtient le premier prix du concours général de littérature. Il s'oriente vers le droit, obtient sa licence en 1932, et, suivant les conseils de son père, choisit la magistrature. Pour ce faire, il doit d'abord effectuer un stage comme avocat. Il prête serment à Nancy en 1932, y reste jusqu'en 1935, puis se rend à Strasbourg, où il est inscrit au Barreau du 30 juillet 1935 au 6 octobre 1937. Il quitte le Barreau à cette date et devient magistrat.
Il fait la connaissance de Pierre Joubert en 1933, alors que celui-ci fait son service militaire dans le régiment que commande le colonel de Verdilhac. Ils élaborent ensemble le scénario du Bracelet de vermeil.  En 1935, à l'occasion de la toute première représentation du "Jeu des Ayacks" à Paris, il rencontre Jean-Louis Foncine car en lever de rideau se joue la pièce de Dalens intitulée "Le génie de la forêt". Son livre est publié en 1937 par les éditions Alsatia, une maison d'édition à Colmar (Haut-Rhin). Jeune magistrat à Dieppe, il visite régulièrement l'hôpital pour y rencontrer médecins et jeunes malades. Il en tire l'inspiration des Contes du bourreau.
Au déclenchement de la guerre, il est mobilisé comme sous-lieutenant. Il obtient la croix de guerre. Démobilisé à la fin 1940, le Ministère de la Justice le détache au Ministère de la Jeunesse. Il est chargé de mission pour l'Enfance irrégulière et la Délinquance : Les Voleurs s'inspireront de cette expérience. Durant cette période, Yves se lie d'amitié avec un instituteur nommé Robert Jospin et il profite de sa fonction pour ne faire partir de nombreux jeunes au Service du travail obligatoire que sur le papier.
Il continue à écrire, publie La Mort d'Éric en 1943 et prévient son jeune lecteur dans une préface : 

« Il ne s'agit plus d'un roman mais bien d'un récit. La fiction s'efface devant la réalité. L'histoire n'est qu'un fil doré, rehaussant l'indifférente tapisserie des faits. Le livre se termine mal. Le Prince n'est pas vengé, le lecteur n'est pas consolé. Les « grandes personnes » seront probablement mécontentes, car ces pages sont tristes, tristes comme la guerre qu'elles perdirent. Sans doute prétendront-elles que ce livre « n'est pas pour les enfants ». Or, je pense, moi, qu'un garçon de quinze, seize, dix-sept ans, est un garçon. C'est-à-dire un homme. Je pense qu'il n'y a pas de raison de le traiter à la paix autrement qu'à la guerre. De le traiter dans sa maison autrement qu'en ces jours de 40 où il courait dans les champs. De lui cacher la vérité. »

En 1945, il retrouve ses fonctions au ministère de la Justice et s'installe à Paris. Il poursuit sa carrière de magistrat, substitut du procureur au tribunal de Compiègne dans l'Oise pendant de longues années. Il termine premier substitut du procureur de la République à Nanterre en 1983. Il devient responsable de la collection Signe de piste avec Jean-Louis Foncine en 1954. Il le reste dans toutes les maisons d'éditions qui reprirent cette collection.
En 1985, il participe à la rédaction du programme du FN en vue des élections législatives de l'année suivante, intitulé Pour la France,. Il fut président de la Commission de discipline et secrétaire de la Commission Justice et Sécurité du Front national. Il fait partie de l'équipe de rédaction du quotidien Présent.
Il épouse, le 15 mai 1941 à Paris, Marie-Odile Amiet (27 novembre 1919, Strasbourg - 30 août 2008, Rueil-Malmaison (Hauts-de-Seine)) avec laquelle il a six enfants : Françoise, Philippe, Renaud, Emmanuelle, Isabelle et Rémi.

## Thèmes majeurs
On doit notamment à Serge Dalens la saga du Prince Éric, qui parut en 6 volumes entre 1937 et 1992. Chaque ouvrage de cette fameuse série fut un best-seller. Sans cesse réédités depuis sa toute première parution, les quatre premiers tomes, publiés aux Éditions Alsatia dans la collection Signe de piste entre 1937 et 1946, ont totalisé le chiffre exceptionnel de 4,5 millions d'exemplaires vendus. Les deux tomes suivants, publiés en 1984 (T 5 : 450 000 exemplaires) et 1992 (T 6 : 80 000 exemplaires), ont fait des scores plus modestes mais tout à fait remarquables . Une adaptation en bandes dessinées des trois premiers romans a été publiée en 1966 et 1967 dans l'hebdomadaire J2 Jeunes, avec des scénarios de Serge Dalens et des illustrations d'Alain d'Orange remplaçant les illustrations mythiques de Pierre Joubert.
Ses romans exaltent les valeurs traditionnelles de la chevalerie comme le courage, la fidélité, l'honneur, l'amitié ou le combat pour la justice. Perfectionniste, selon les dires de son ami Jean-Louis Foncine, ses romans s'ancrent dans un contexte solidement bâti, qu'il soit historique ou social. Le scoutisme occupe une grande place dans son œuvre. Dans ses romans, il a beaucoup utilisé son expérience de magistrat s'intéressant à la délinquance juvénile (Les Voleurs), aux ravages de la drogue (La Blanche) ou à la machine judiciaire (Les Enquêtes du Chat-tigre).

## Œuvres
- Le Prince Éric, Signe de piste, réédition Fleurus[6]

1. Le Bracelet de vermeil, 1937
2. Le Prince Éric, 1939
3. La Tache de vin, 1947
4. La Mort d'Éric, 1943
5. Éric le magnifique, 1984
6. Ainsi régna le Prince Éric, 1992

- Les Contes du bourreau, 1943, Signe de piste, réédition Fleurus
- Les Voleurs, romans, Signe de piste, réédition Éditions de la Licorne[7]

1. Les Enfants de l'Espérance, 1954
2. Le Juge avait un fils, 1967
3. Jimmy, 1977

- La Plume verte et autres contes pour Roland, 1957, Signe de piste, réédition Fleurus
- L'Étoile de pourpre, Signe de piste, réédition Fleurus

1. Les Prisonniers, 1959
2. Les Lépreux, 1959

- L'Affaire Balzac, roman policier, 1967, Albin Michel
- 2 et 2 font… 5, roman d'espionnage, 1969, Signe de piste, réédition Fleurus
- La Couronne de pierres, roman, Éditions Résiac, 1980, illustrations Michel Gourlier, postface de Monseigneur Constantin Virgil Gheorghiu, 2è édition 1982, 3è édition 1986. Réédition, Éditions du Triomphe, 2015
- La Blanche, roman, (Prix de la P.E.E.P.), Éditions Sang de la terre, coll. Pleins feux, no 1, 1987, illustrations Michel Gourlier. Réédition, Club France Loisirs, 1989. Réédition, Éditions Sang de la terre, coll. Feux, no 8, 1989. Rééditions aux Éditions du Triomphe en 1995, 1998, 2002 et 2004

En collaboration avec Jean-Louis Foncine :
- Le Jeu sans frontière, roman, 1947 Signe de piste, Fleurus
- Les Enquêtes du Chat-Tigre, romans policiers (13 titres), Signe de piste, rééditions Éditions Delahaye.

1. L'Auberge des Trois Guépards, Signe de piste, 1956,
2. Les Galapiats de la rue Haute, Signe de piste, 1957 paru aux éditions du Lombard en bande dessinée en 1991,
3. L'Assassinat du duc de Guise, Signe de piste, 1957,
4. Pas de chewing-gum pour Pataugas, Signe de piste, 1957,
5. Le Piano des princes Darnakine, Signe de piste, 1958,
6. La Bible de Chambertin (avec Jean-François Bazin), Signe de piste, 1959,
7. La D.S. de Creil, Signe de piste, 1961,
8. Télémik ou le Crime de Mitou (avec Bruno Saint-Hill), Signe de piste, 1962,
9. La Guêpe et les Frelons, Signe de piste, 1969,
10. Panique sur la Butte, Nouveau Signe de piste, 1975,
11. Versailles-Vougeot ou l'Affaire de Larches, Nouveau Signe de piste, 1983,
12. Mik et la Pierre du soleil, Nouveau Signe de piste, 1987,
13. L'Affaire Marmouset, Coureur d'aventure, 2000.

- Les Fils de Christian, contes et récits, 1977 Signe de piste, rééditions Fleurus

En collaboration avec Louis Simon :
- Les Aiglons de Montrevel, roman historique, 1947, Signe de piste, réédition Elor

En collaboration avec Dachs :
- Six foulards verts, roman, 1995, Elor

## Distinctions
- : Chevalier de la Légion d'honneur
- : Croix de Guerre 1939-1945
- Grand officier de l’ordre de Saint-Georges.

## Prix
- Prix Renaissance des lettres 1976 pour la collection « Signe de piste »[8]
- Grand prix des jeunes lecteurs 1988 de la Fédération des parents d'élèves de l'enseignement public pour La Blanche, Éditions Sang de la terre, 1987